# Die Todesautomatik
Die Todesautomatik ist ein Drama der Polyphon Film- und Fernsehgesellschaft und des Zweiten Deutschen Fernsehens (ZDF) über den Fluchthelfer Michael Gartenschläger und die Selbstschussanlagen an der innerdeutschen Grenze. Der Film basiert auf den Handlungen von Michael Gartenschläger, der beim Versuch, eine Selbstschussanlage an der Grenze abzumontieren, 1976 durch ein Spezialkommando des Ministeriums für Staatssicherheit erschossen wurde. Seine Premiere feierte der Film am 3. Oktober 2007 beim Filmfest Hamburg und wurde zum ersten Mal im ZDF am 26. November 2007 im Fernsehen gezeigt.

## Handlung
Im August 1961 beschmieren die Freunde Lutz Lenarth, Manfred Brettschneider, Philip Blaschke und Bernd Briesow Wände in Strausberg und rebellieren damit gegen die Parolen der SED. Wegen staatsgefährdender Propaganda werden sie zu langjährigen Haftstrafen verurteilt. 13 Jahre danach wird Lutz von der Bundesrepublik Deutschland freigekauft und findet in Hamburg Arbeit. Dort trifft er auf seinen alten Freund Manfred, der bereits früher von der Bundesregierung freigekauft worden ist. Er lebt ein scheinbar bürgerliches Leben und betreibt eine freie Kfz-Werkstatt. Daneben hat er jedoch Kontakt zu einem bürgerlich-konservativen Kreis gutsituierter Bürger, die sich gegen die DDR wenden. Dort bekommt er Kontakt zu einem Mitarbeiter des Spiegel, der einen Beweis für die Existenz der Selbstschussanlagen an der innerdeutschen Grenze sucht, um daraus eine Titelstory zu machen. Daneben ist Manfred als Fluchthelfer aktiv, indem er Personen aus der DDR mit seinem umgebauten Fahrzeug über die Grenze verhilft. Er kann Lutz davon überzeugen, ihm bei der Befreiung von DDR-Bürgern und beim Beweis der Existenz der Selbstschussanlagen zu helfen – sehr zum Missfallen seiner Freundin Sigrid, die vor jeder Fluchthilfeaktion aus Sorge um Manfred aus der gemeinsamen Wohnung flüchtet. Schließlich kommt es zum Streit zwischen Manfred und Sigrid, die in Lutz’ Arme flüchtet. Dennoch unterstützt er weiterhin Manfred. Es gelingt den beiden, eine so genannte SM-70 abzubauen und sie dem Nachrichtenmagazin zu übergeben. Doch zu ihrem großen Erstaunen müssen sie feststellen, dass ihr Artikel nur eine unbedeutende Rolle im Magazin spielt. Kurz darauf kehrt Lutz in seine Wohnung zurück und findet sie aufgebrochen vor. Sein alter Freund Philip tritt in das Zimmer und gibt sich als jetziger Mitarbeiter der Stasi zu erkennen. Er warnt Lutz vor weiteren Aktionen gegen die DDR. Anschließend versucht Lutz Manfred vor zukünftigen Aktionen zu warnen, der erneut eine Anlage demontieren will. Sie fahren erneut gemeinsam an die Grenze, doch Lutz ahnt, dass etwas nicht stimmt. Er warnt Manfred, die Aktion durchzuführen. Der wiederum lässt sich nicht abhalten und wird bei dem erneuten Versuch der Demontage einer Anlage von Grenzern erschossen. In Wirklichkeit war aber nicht der zweite Versuch des Abbaus einer SM-70 – der übrigens wie der erste gelang –, tödlich, sondern erst der dritte.

## Drehorte
Der Film wurde in Hamburg, Helmstedt und Rothensee (Stadtteil von Magdeburg) gedreht.

## Kritiken
„Fesselnde, erstklassig gespielte und gut ausgestattete Aufarbeitung eines finsteren Kapitels der deutschen Geschichte.“